# 孔思
孔思（？—1645年），字贞伯，又作孔师、孔尊伯，明末反清领袖。
明末秀才，家住周浦镇王家浜。清顺治二年（1645年）5月，清军南下，孔思在南汇县南六灶湾一带，率众反清，并攻下新场镇、南汇城，在进攻沙城中，因腹背受敌，惨遭失败，孔思阵亡。李成栋随即展开屠杀。